# 2002 en Bretagne
 Chronologie de la Bretagne
- 1998
- 1999
- 2000
- 2001
- 2002
- 2003
- 2004
- 2005
- 2006

Cette page recense des événements qui se sont produits durant l'année 2002 en Bretagne.

## Politique

### Élections législativesdes9et16 juin
- Élections législatives de 2002 dans les Côtes-d'Armor
- Élections législatives de 2002 dans le Finistère
- Élections législatives de 2002 en Ille-et-Vilaine
- Élections législatives de 2002 dans le Morbihan

## Culture

### Musique
- 2 au 11 août : Festival interceltique de Lorient.